# Vedran Mornar
Vedran Mornar (Zagreb, 29. svibnja 1959.) hrvatski je znanstvenik i političar. Bivši je dekan Fakulteta elektrotehnike i računarstva u Zagrebu te ministar znanosti, obrazovanja i sporta u dvanaestoj Vladi Republike Hrvatske.

## Životopis
Rođen u Zagrebu 1959. gdje završava osnovnu školu i gimnaziju. Godine 1981. diplomira na Fakultetu elektrotehnike i računarstva, a doktorirao 1990. U razdoblju od 2006. – 2010. bio je dekan Fakulteta, a do postavljanja za ministra redoviti profesor u trajnom zvanju. Bio je i prodekan za nastavu i studente te član Senata Sveučilišta u Zagrebu.
Redoviti je član Akademije tehničkih znanosti Hrvatske., a u mandatu 2022.-2026. i njen predsjednik.

## Radovi
- "Programiranje", Zagreb: FER 1999.
- "Algoritmi i strukture podataka", Zagreb: FER 1997.
- "Operacijska istraživanja", Zagreb: Zeus 1996.[4]